# Hemming av Danmark
Hemming, död 812, var en dansk kung. 
Han efterträdde 810 sin farbror Godfred, slöt fred med Karl den store, vari representanter  för hela Danmark, Jylland såväl som Skåne deltog. Hans död blev signalen till en tid av våldsamma oroligheter i Danmark.